# Aspidiotus hedericola
Aspidiotus hedericola är en insektsart som beskrevs av Leonardi 1920. Aspidiotus hedericola ingår i släktet Aspidiotus och familjen pansarsköldlöss. Inga underarter finns listade i Catalogue of Life.